# Шатовер
Шатове́р (фр. Châteauvert) — коммуна на юго-востоке Франции в регионе Прованс — Альпы — Лазурный берег, департамент Вар, округ Бриньоль, кантон Сен-Максимен-ла-Сент-Бом.
Площадь коммуны — 27,52 км², население — 115 человек (2006) с тенденцией к росту: 136 человек (2012), плотность населения — 4,9 чел/км².

## Население
Население коммуны в 2011 году составляло 137 человек, а в 2012 году — 136 человек.
| 1962 | 1968 | 1975 | 1982 | 1990 | 1999 | 2005 | 2006 | 2010 | 2011 | 2012 |
| ---- | ---- | ---- | ---- | ---- | ---- | ---- | ---- | ---- | ---- | ---- |
| 89   | 125  | 76   | 100  | 105  | 107  | 116  | 115  | 135  | 137  | 136  |

Динамика населения:

## Экономика
В 2010 году из 92 человек трудоспособного возраста (от 15 до 64 лет) 61 были экономически активными, 31 — неактивными (показатель активности 66,3 %, в 1999 году — 68,0 %). Из 61 активных трудоспособных жителей работали 53 человека (28 мужчин и 25 женщин), 8 числились безработными (6 мужчин и 2 женщины). Среди 31 трудоспособных неактивных граждан 7 были учениками либо студентами, 10 — пенсионерами, а ещё 14 — были неактивны в силу других причин.